# Kloppi (vid Sieskarit, Nystad)
Kloppi är en ö i Finland.   Den ligger vid öarna Sieskarit i kommunen Nystad i den ekonomiska regionen Nystadsregionen och landskapet Egentliga Finland, i den sydvästra delen av landet, 210 km väster om huvudstaden Helsingfors.